# Europese treksprinkhaan
De Europese treksprinkhaan (Locusta migratoria migratoria) is een rechtvleugelig insect uit de familie veldsprinkhanen (Acrididae), onderfamilie Oedipodinae. De soort werd vroeger ingedeeld bij de onderfamilie Acridinae. Locusta migratoria kent naast de Europese treksprinkhaan ook nog de Afrikaanse treksprinkhaan (zie Ondersoorten).

## Kenmerken
De kleur is bruin, het halsschild is lichter op het midden en heeft een enkele dwarsgroef. De vleugels zijn duidelijk langer dan het achterlijf, zowel bij mannetjes als de vrouwtjes. De achterscheen van het achterste potenpaar is rood gekleurd. Net als andere treksprinkhanen kent deze soort een zwermende vorm, die er uiterlijk anders uitziet. Zo is het halsschild vlakker, ontbreekt de rode kleur op de achterpoten en het lichaam wordt groen in plaats van bleekbruin. Daarnaast worden de vleugels langer. Mannetjes bereiken een lengte van 29 tot 51 millimeter, de vrouwtjes zijn 37 tot 58 mm lang.

### Onderscheid met andere soorten
De Europese treksprinkhaan is alleen met de Egyptische sprinkhaan te verwarren door de grootte. De Egyptische treksprinkhaan heeft echter duidelijk gestreepte ogen en blauwe achterschenen in plaats van rode.

## Verspreiding
De Europese treksprinkhaan kwam vroeger voor in grote delen van Europa, inclusief Nederland en België, maar is in vrijwel het gehele Europese areaal uitgestorven. Alleen in noordwestelijk Frankrijk is nog een populatie. Af en toe wordt de sprinkhaan nog wel aangetroffen vanwege de populariteit als voedseldier voor grotere reptielen die in gevangenschap worden gehouden. Buiten Europa komt de nominaatondersoort voor in West- en Centraal-Azië.

## Levenswijze
Europese treksprinkhaan is als volwassen insect te zien van juni tot september en is vooral actief tussen negen uur in de ochtend en zeven uur in de avond.

## Als voedsel
Sprinkhanen zouden qua voedingsstoffen als eiwitten en vetten vergelijkbaar zijn met rundvlees. Ook leidt het kweken ervan tot aanzienlijk minder uitstoot van broeikasgassen per kilo dan bijvoorbeeld varkensvlees. Toch is het eten ervan in Europa niet gebruikelijk. Zwitserland nam het voortouw, en keurde het eten van sprinkhanen officieel goed in mei 2017. Vier jaar later publiceerde de Europese Autoriteit voor Voedselveiligheid een wetenschappelijk artikel waarin treksprinkhanen werden bestempeld als geschikt voor menselijke consumptie. Wel werd er aanbevolen om verder onderzoek te doen naar mogelijke allergische reacties. Op 12 november 2021 gaven de EU-lidstaten groen licht aan de Europese Commissie om de treksprinkhaan officieel goed te keuren om op de markt te zetten. Na de meelworm werd de treksprinkhaan daarmee de tweede insectensoort waarvan de menselijke consumptie door de EU als veilig wordt gezien.

## Ondersoorten
Locusta migratoria kent twee ondersoorten, waarvoor diverse synoniemen in gebruik zijn. Aanvankelijk werden vaak solitaire en zwermvormen als verschillende soorten beschreven en benoemd.
- Locusta migratoria migratoria (Europese treksprinkhaan/Migratory Locust)[10]
  - Locusta australis
  - Locusta migratoria cinerascens
  - Locusta danica
  - Locusta gallica
  - Locusta migratoria danica
  - Locusta migratoria remaudierei
  - Locusta migratoria solitaria
  - Locusta rossica

- Locusta migratoria migratorioides (Afrikaanse treksprinkhaan/African Migratory Locust)[11]
  - Locusta capito
  - Locusta cinerascens morio
  - Locusta danica burmana
  - Locusta migratoria burmana
  - Locusta migratoria capito (Madagascartreksprinkhaan)
  - Locusta migratoria manilensis (Aziatische treksprinkhaan)
  - Locusta migratoria tibetensis

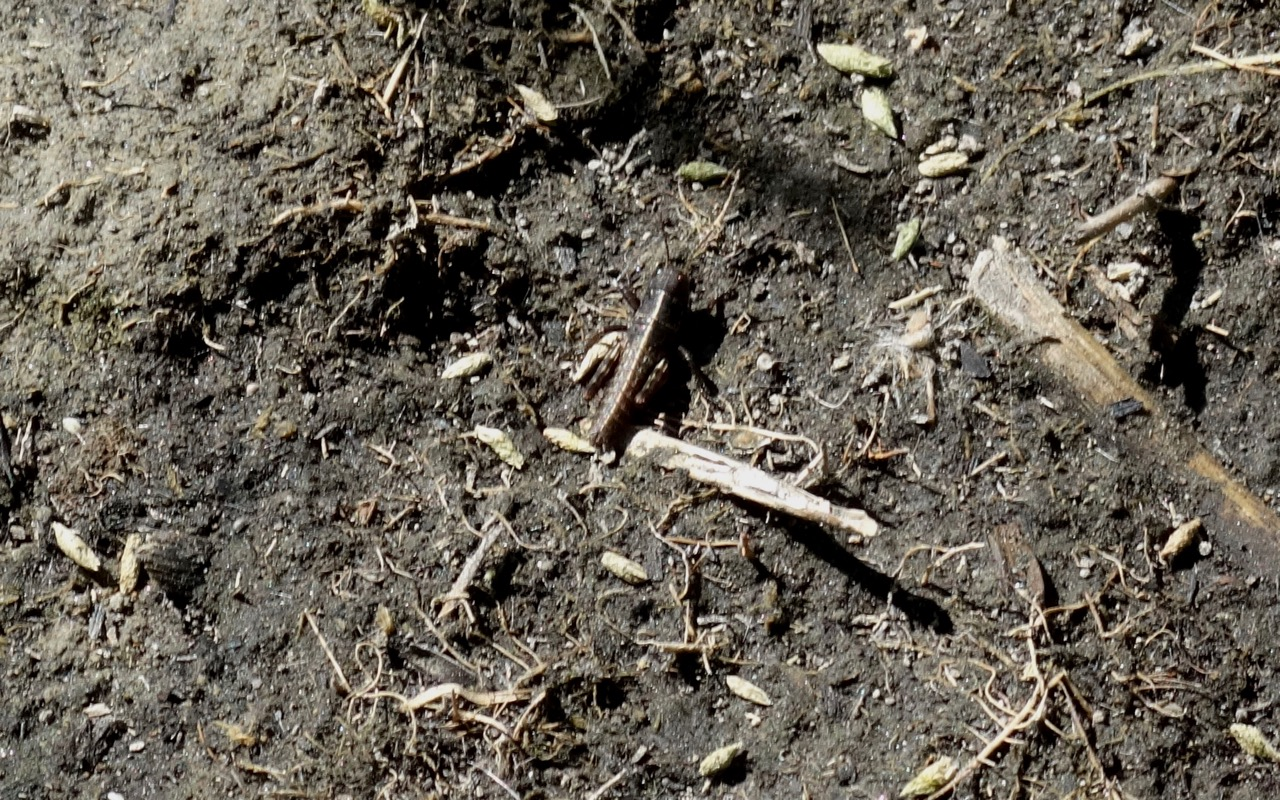
Larve eerste stadium (zwermvorm)
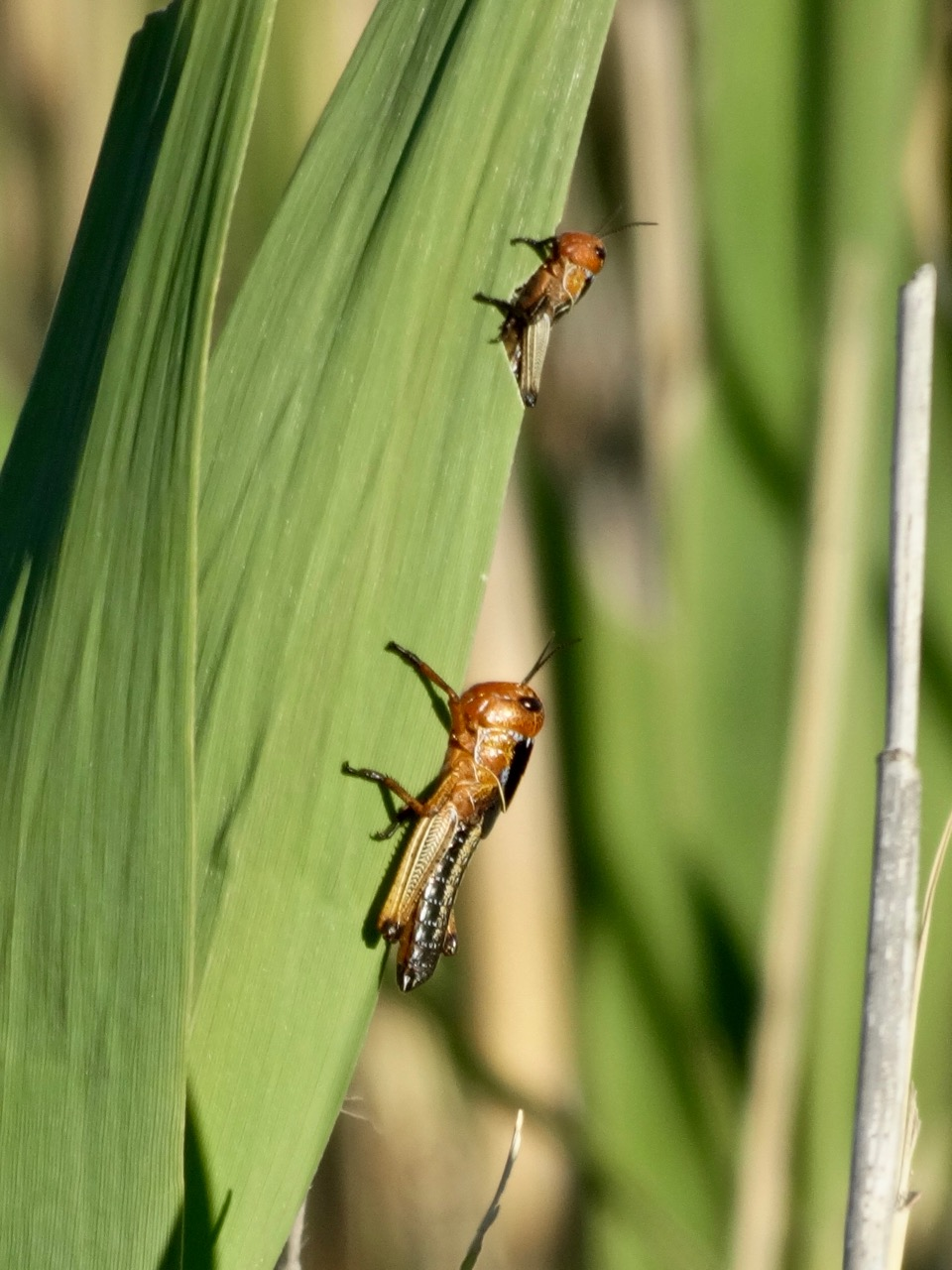
Larven tweede en vierde stadium (zwermvormen)
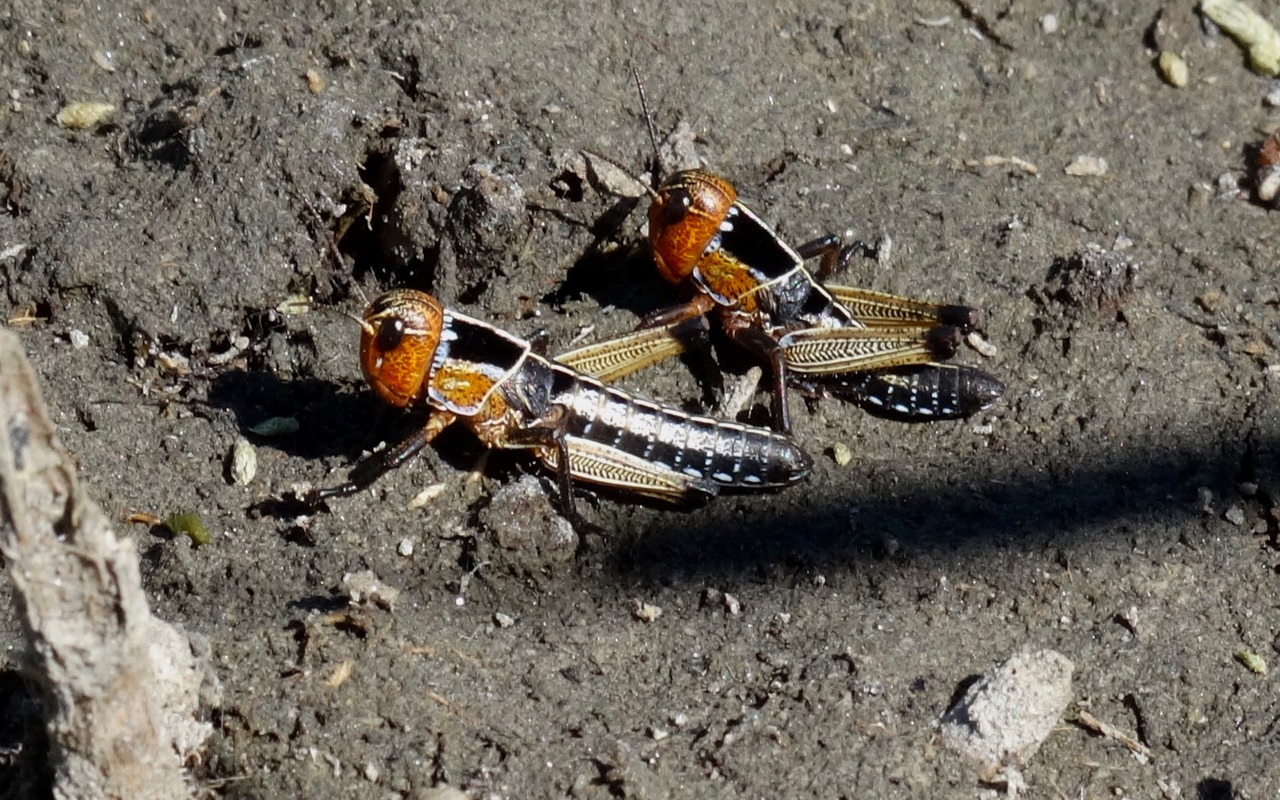
Larven derde stadium (zwermvormen)
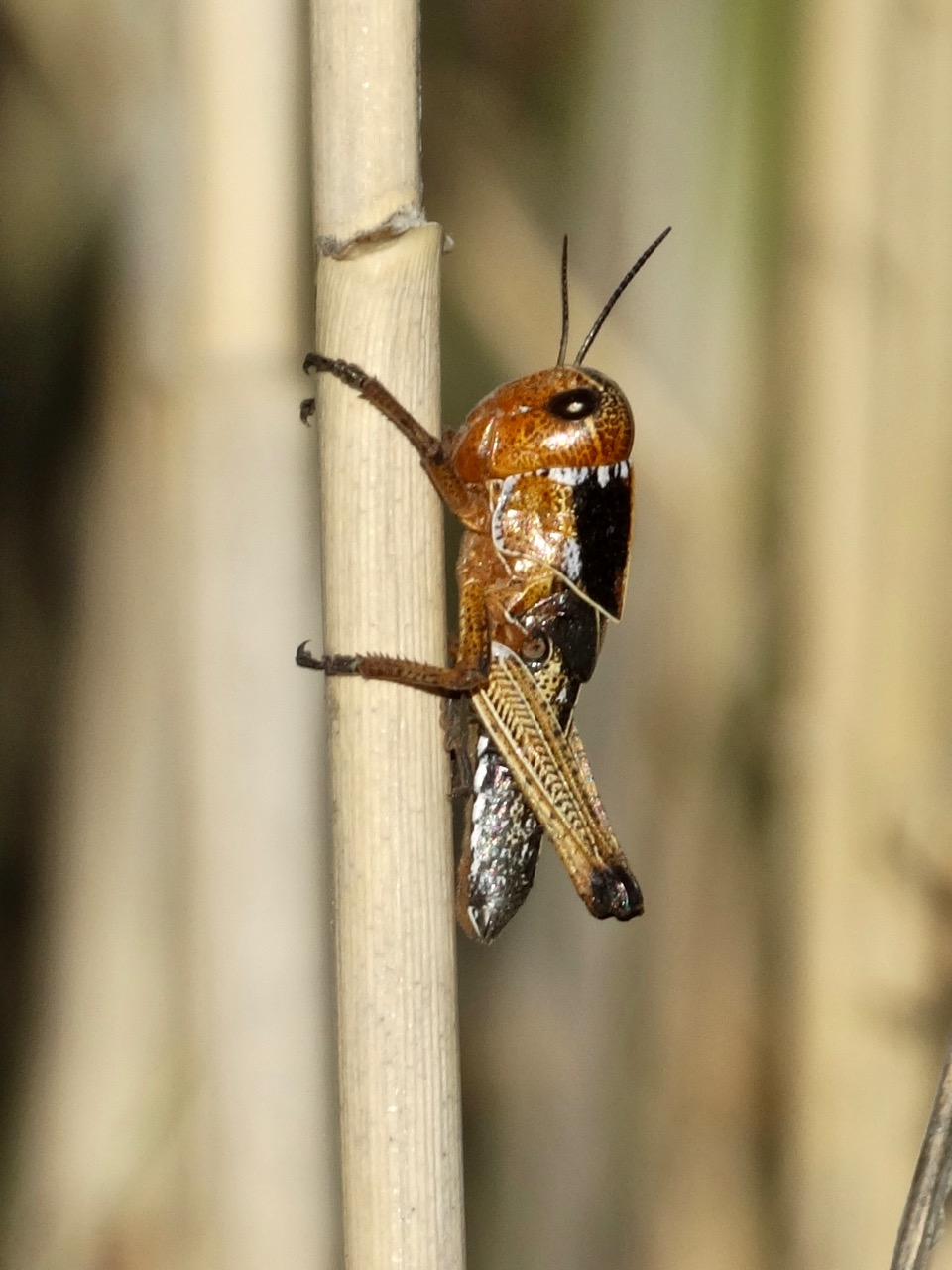
Larve vierde stadium (zwermvorm)
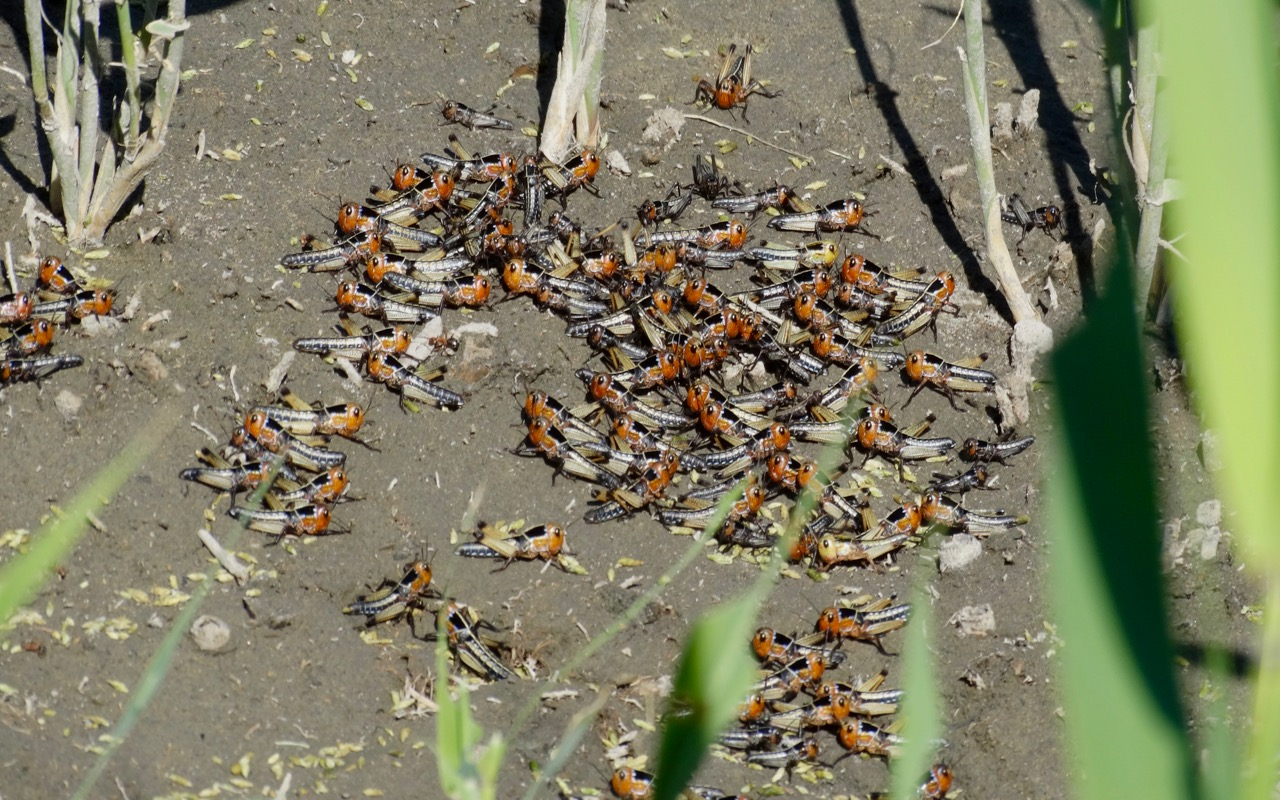
Deel van een larvenzwerm in Kazachstan
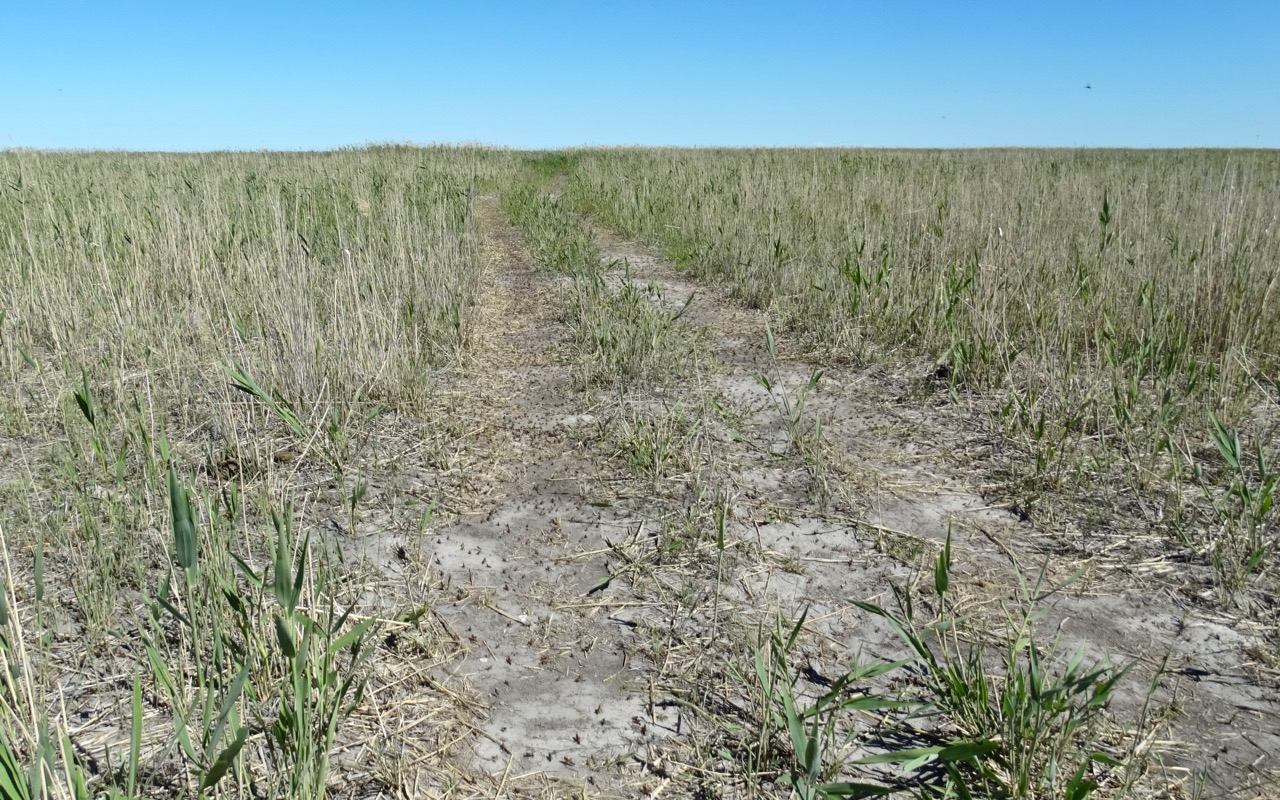
Larvenzwerm in Kazachstan
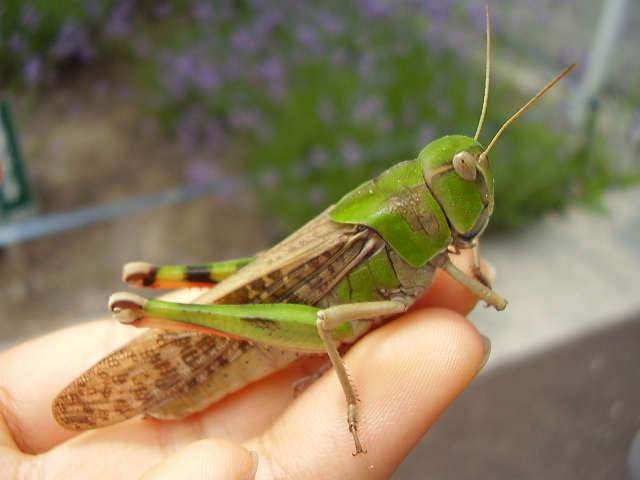
Locusta migratoria manilensis; solitair vrouwtje
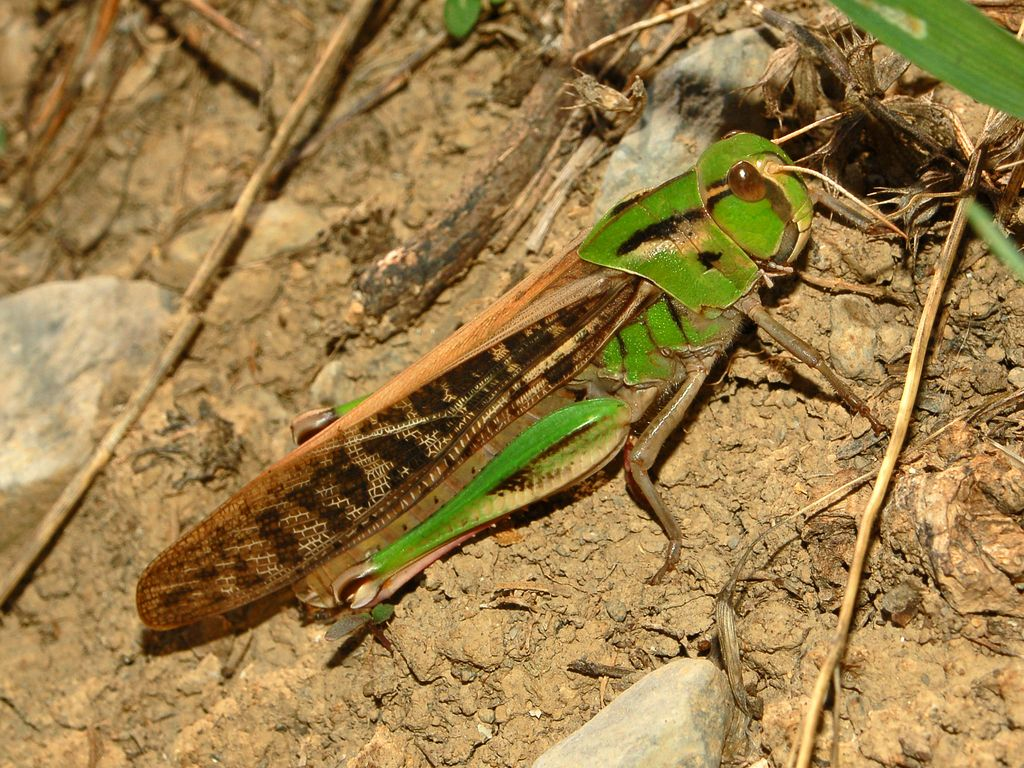
Locusta migratoria cinerascens; solitair vrouwtje